# Béatrice de Bohême
Béatrice de Bohême (en tchèque : Božena Česká), née vers 1230 et morte 27 mai 1290 à Wrocław, est une princesse de la dynastie des Přemyslides, fille du roi Venceslas Ier de Bohême. Elle fut margravine de Brandebourg par son mariage avec le margrave Othon III en 1243.

## Famille
Béatrice est la fille de Venceslas Ier (mort en 1253), roi de Bohême à partir de 1230, et de son épouse Cunégonde de Hohenstaufen (1202-1248), elle-même fille du roi de Germanie Philippe de Souabe.
Elle est mariée avec le margrave Othon III, ce qui lui a valu les prétentions sur la Haute-Lusace (Budisse). Béatrice était la mère de :
- Jean III, dit « le Praguois » (1244-1268), margrave de Brandebourg ;
- Othon V, dit « le Long » (c. 1246-1298)[2], margrave de Brandebourg ;
- Albert III (c. 1250-1300), margrave de Brandebourg ;
- Othon VI, dit « le Bref » (c. 1255-1303), margrave de Brandebourg ;
- Cunégonde (morte c. 1292), mariée en 1264 au duc Béla de Slavonie (1245-1269), fils du roi Béla IV de Hongrie et en 1273 au duc Waléran IV de Limbourg ;
- Matilda (morte en 1316), mariée en 1266 au duc Barnim Ier de Poméranie (c. 1218-1278).